# Trollkvinnan (opera)

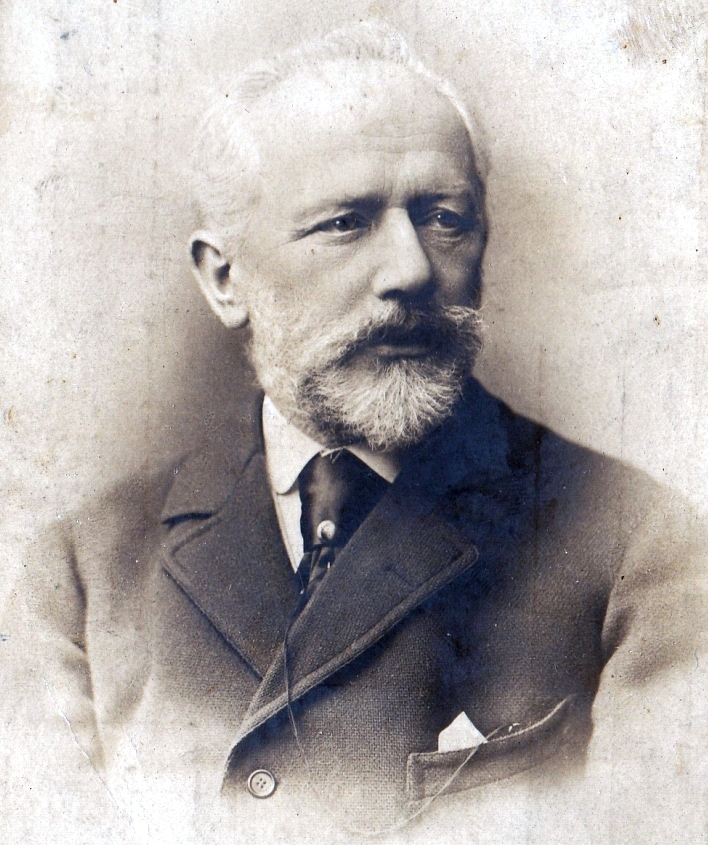
Pjotr Tjajkovskij

Trollkvinnan (ryska: Чародейка, Charodéyka) är en opera i fyra akter med musik av Pjotr Tjajkovskij och libretto av Ippolit Shpazjinskij efter dennes pjäs med samma namn.

## Historia
I början av 1885 uppmärksammade Pjotr Tjajkovskijs bror Modest honom på den nya pjäsen Trollkvinnan. Tjajkovskij läste den och bad författaren att skriva ett libretto. Shpazjinskij arbetade dock långsamt och det hade blivit höst innan Tjajkovskij kunde börja komponera. Hans entusiasm för verket var dock oförändrat och arbetet med musiken flöt på lätt. Musikskisserna var klara den 30 augusti 1886 men när Tjajkovskij började orkestrera operan insåg han att verket hade blivit för stort och ohanterligt. Han var tvungen att ta bort en del av musiken och slutligen kunde operan ha premiär den 1 november 1887 på Mariinskijteatern i Sankt Petersburg med Tjajkovskij som dirigent. Mottagandet var gott till en början men vid den sjunde föreställningen var salongen endast halvfull och efter den tolfte togs den bort från repertoaren. En uppsättning gavs i Moskva 1890, därefter föll operan i glömska. I våra dagar har Trollkvinnan fått en renässans och spelas alltmer, även utanför Ryssland. Särskilt uppskattad blev en uppsättning på Lyon-operan 2019, som utsågs till årets bästa föreställning av den tyska tidskriften Oper!.

## Personer
- Furst Nikita Kurljatev, storfurstens representant i Nizjnij Novgorod (baryton)
- Furstinnan Jevpraksija Romanovna, hans hustru (mezzosopran)
- Furst Jurij, deras son (tenor)
- Mamirov, en gammal präst (bas)
- Nenila, hans syster, furstinnans hovdam (mezzosopran)
- Ivan Zjuran, furstens betjänt (basbaryton)
- Nastasja, kallad "Kuma" (sopran)
- Foka, hennes farbror (baryton)
- Polya, hennes väninna (sopran)
- Balakin, en gäst från Nizjnij Novgorod (tenor)
- Potap, en köpman (basbaryton)
- Lukash, en köpman (tenor)
- Kichiga (bas)
- Pajísj, en luffare förklädd till munk (tenor)
- Kudma, trollkarl (baryton)

## Handling
Akt I
Gästerna roar sig på Natasjas (kallad Kuma) värdshus vid floden Okas strand. Furst Jurij och hans män passerar. Kuma är hemligt förälskad i den unge fursten. Jurijs fader Nikita anländer med prästen Mamirov för att inspektera värdshuset, där de har hört att det pågår mystiska saker. Men när han går in blir han förhäxad av "trollkvinnan". Kuma föreslår fursten att Mamirov ska dansa, vilket prästen förnedrad tvingas göra.
Akt II
Mamirov ruvar på hämnd efter dansen. Han säger till Nikitas hustru att Kuma har förtrollat hennes make och blivit hans älskarinna. Furstinnan vill döda Kuma. Jurij lider av föräldrarnas osämja medan Nikita plågas av hustruns missnöje och sina känslor för Kuma. Makarna grälar. Jurij svär att döda Kuma.

Akt III
Nikita besöker Kuma och försöker förföra henne men hon avvisar honom med orden att hon älskar en annan. Han försöker tvinga sig på henne men hon drar kniv och säger att hon hellre begår självmord än ger sig åt honom. Han ger sig rasande iväg. Kum får höra om Jurijs löfte att döda henne. Jurij rusar in men förtrollas av hennes skönhet. 
Akt IV
Jurij har stämt möte med Kuma vid flodbanken. Hans moder, som tror att Kuma har förtrollat sonen, kommer förklädd till luffare. Hon har hämtat en trolldryck hos trollkarlen Kudma, med vilken hon ska döda Kuma. Kuma anländer i båt. Furstinnan lurar Kuma att dricka. När Jurij anländer känner sig Kuma dålig och furstinnan kastar sin förklädnad. Kuma dör och Jurij förbannar modern. Nikita anländer och får höra vad som skett. Jurij anklagar honom för Kumas död och Nikita sticker ned honom med en kniv. Furstinnan kastar sig ned över sonens lik. Hon förs bort. Till ljudet av en annalkande storm och trollkarlens skratt blir fursten tokig.